# To Be Hero
To Be Hero (トゥ・ビー・ヒーロー/凸变英雄) és una sèrie d'animació japonesa-xinesa de comèdia produïda per Emon, animada per Studio LAN i supervisada per Shinichi Watanabe. La producció de la sèrie es va realitzar a la Xina, malgrat això, se n'hi van fer modificacions per adaptar la sèrie per a la transmissió japonesa. La sèrie es va estrenar el 5 d'octubre de 2016 en tots dos països, a Tokyo MX al Japó, i a través de Bilibili a la Xina. Posteriorment, Crunchyroll va obtenir la llicència per a retransmetre l'animació a la seva plataforma digital.
A la Xina, l'opening va ser "Recorda" (执念), interpretat per Loki (刘畅). Mentre que al Japó, va ser "Vaig a visitar-te"(アイニコイヨ), interpretat per BRATS. L'ending, en canvi, va ser el mateix en tots dos països, la cançó "El meu pare protegeix la terra" (私のパパが地球を守る 〜我爹守护地球〜) de Lin Heye (林和夜).

## Sinopsi
El protagonista, Ossan, és un home atractiu, però promiscu, causa del seu divorci. Treballa de dissenyador de seients de vàter. Viu amb la seva filla Min-chan, una noia completament diferent d'ell, és intel·ligent i atlètica. La relació amb son pare és dolenta a causa de la seva absència en la seva vida.
Un dia el protagonista, mentre fa de ventre, és empassat pel vàter i transportat davant d'uns éssers misteriosos, els quals li donen la important missió de convertir-se en heroi i salvar el món d'una invasió extraterrestre. Quan per fi es troba de nou en el seu lavabo i es mira el mirall s'adona que la seva aparença ha canviat per complet. S'ha convertit en un home gras i lleig.
Els seus objectius són salvar el món i intentar recuperar la seva antiga aparença.

## Personatges

### Ossan
Veu japonesa: Kenjiro Tsuda / Veu xinesa: Tutehameng
Ossan (pare) (おっさん) és el pare de Min-chan i protagonista de la història. Un home molt atractiu i seductor fins que la seva aparença canvia el dia en què el vàter se l'engoleix, convertint-lo en un home gras, lleig i desagradable però amb un gran poder.

### Min-chan
Veu japonesa: Moa Tsukino / Veu xinesa: Shanxin
Min-chan (ミンちゃん) és la filla d'Ossan, una noia adolescent, forta, independent i lluitadora. La seva personalitat està clarament marcada per la falta d'atenció rebuda per son pare i l'abandonament de la seva mare.

### Yamada-san
Veu japonesa: Yutaka Aoyama / Veu xinesa: Li Lu
Yamada-san (山田さん) és el veí dels protagonistes, és un home d'edat avançada, baixet i pervertit. Acostuma a passejar-se mig nu i assetjar sexualment tant a homes com dones. Una de les seves aficions principals consisteix a sortir al carrer amb tan sols una gavardina i mostrar el seu cos nu a qualsevol que trobi.
En general se'l presenta com una persona desequilibrada. Fa anys que viu sol des que la seva dona i el seu fill el van abandonar.

### Príncep
Veu japonesa: Tomokazu Sugita i Rui Tanabe / Veu xinesa: Xin Teng
Príncep (王子) és un líder extraterrestre de l'avançada d'invasió terrestre. S'enamora de la Min-chan en veure-la donar una pallissa al seu pare, ja que tals maltractes li recorden a la seva infància quan la seva mare el pegava sense fi. Farà el possible per conquerir el cor de Min-chan.

## Llista d'episodis
La primera temporada va començar el 5 d'octubre de 2016 i va acabar el 21 de desembre de 2016.
| Núm. | Títol                                                                                    | Data d'estrena         |
| ---- | ---------------------------------------------------------------------------------------- | ---------------------- |
| 1    | "Primer Dia com a Superheroi"                                                            | 5 d'octubre de 2016    |
| 2    | "Segon Dia com a Superheroi: Mort brutal"                                                | 12 d'octubre de 2016   |
| 3    | "Tercer Dia com a Superheroi: Un líder de veritat ha de ser"                             | 19 d'octubre de 2016   |
| 4    | "Quart Dia com a Superheroi: Vuit tipus diferents de crits"                              | 26 d'octubre de 2016   |
| 5    | "Cinquè Dia com a Superheroi: Deixa d'enganxar-ho amb cinta"                             | 2 de novembre de 2016  |
| 6    | "Sisè Dia com a Superheroi: Un esdeveniment una mica intens"                             | 9 de novembre de 2016  |
| 7    | "Setè Dia com a Superheroi: Habitant de l'altre món"                                     | 16 de novembre de 2016 |
| 8    | "Vuitè Dia com a Superheroi: Vull moltes nòvies immediatament!"                          | 23 de novembre de 2016 |
| 9    | "Novè Dia com a Superheroi: Si ho anem a fer, em treuré els calçotets ara"               | 30 de novembre de 2016 |
| 10   | "Desè Dia com a Superheroi: Aquest episodi va tenir poca comèdia i contingut inapropiat" | 7 de desembre de 2016  |
| 11   | "Onzè Dia com a Heroi: Sóc un perdedor. Deixa'm morir, si us plau"                       | 14 de desembre de 2016 |
| 12   | "Queda't amb mi, pare!"                                                                  | 21 de desembre de 2016 |

## Seqüela
El 19 de maig de 2018 es va estrenar la seqüela d'aquesta sèrie titulada To Be Heroine. Aquesta sèrie també va ser dirigida per Li Haoling i animada per Studio LAN juntament amb Haoliners Animation League.
Un projecte d'animació titulat To Be Hero X ha estat anunciat per bilibili i Aniplex. L'estudi BeDream produeix l'animació, on novament és dirigit per Li Haoling. A l'Anime Expo 2023, Crunchyroll va anunciar que va obtenir la llicència d'aquesta sèrie per emetre's sèrie fora d'Àsia.